# Tung-kuan
Tung-kuan (čínsky 东莞, pchin-jinem Dōngguǎn) je město a městská prefektura v Čínské lidové republice. Leží blízko pobřeží v deltě Perlové řeky ve střední části provincie Kuang-tung. Jeho severním sousedem je Kanton, hlavní město provincie, jeho severovýchodním sousedem je Chuej-čou a jižním sousedem je Šen-čen. Na západě je ohraničeno samotnou Perlovou řekou.
Po Šen-čenu, Šanghaji a Su-čouu se jedná o čtvrté nejvýznamnější město republiky z hlediska zisků z exportu.

## Administrativní členění
Městská prefektura Tung-kuan se neobvykle neskládá z žádného podřízeného celku okresní úrovně, prefektuře jsou přímo podřízeny čtyři (městské) čtvrti (ťie-tao) a 28 městysů (čen), které prefekturní správa seskupila do šesti obvodů.

## Partnerská města
- Hartford, USA (5. března 2001)
- Soluň, Řecko (24. října 2008)